# Гальтен
Гальтен (Galten) — город в Дании, бывший посёлок при одноимённой станции в Центральной Ютландии. Расположен примерно в 17 км к западу от города Орхус. Станция перестала использоваться по назначению с закрытием в 1956 году железнодорожной ветки Орхус — Хаммель. С 2007 года Гальтен, слившись с соседним городом Сковби, входит в состав коммуны Сканнерборг. Население (вместе с Сковби) — 7827 человек (1 января 2014 года).
К западу от города Гальтен расположены живописные места. Пейзаж между Гальтеном и соседними городами характеризуется плавно переходящим в холмистый ландшафтом, характерным для восточной Ютландии.
В городе располагаются:
- штаб-квартира компании AVK International A/S, международного концерна по производству трубопроводной арматуры для водоснабжения, обработки сточных вод, газоснабжения и пожаротушения[2];
- штаб-квартира фирмы STARCO Europe A/S, международного концерна по производству шин, колес, сдвоенных колес и стальных дисков для спецтехники.